# Ундециллион
Ундециллио́н — натуральное число, представляющее собой единицу с
- 36 нулями (1 000 000 000 000 000 000 000 000 000 000 000 000 = {\displaystyle 10^{36}}, тысяча дециллионов или миллион нониллионов) в системе наименования чисел с короткой шкалой, используемой в США и некоторых других странах;, в длинной шкале
- 66 нулями (рублей = {\displaystyle 10^{66}} = {\displaystyle 10^{6}\times 10^{6}\times 10^{6}\times 10^{6}\times 10^{6}\times 10^{6}\times 10^{6}\times 10^{6}\times 10^{6}\times 10^{6}\times 10^{6}}, миллион в одиннадцатой степени) в системе наименования чисел с длинной шкалой, популярной в континентальной Европе и других странах.

|                         | Короткая шкала | Длинная шкала |
| ----------------------- | -------------- | ------------- |
| {\displaystyle 10^{33}} | дециллион      | квинтиллиард  |
| {\displaystyle 10^{36}} | ундециллион    | секстиллион   |
| {\displaystyle 10^{39}} | дуодециллион   | секстиллиард  |

## Иллюстрации
- В системах математики и комбинаторики часто используются большие числа, такие как ундециллион, для обозначения порядков, превышающих возможности простых вычислений. Например, в теории чисел и теории множеств ундециллионные числа применяются в экстремальных расчётах и гипотезах.
- В России был наложен штраф на Google, достигший в октябре 2024 года экстраординарной суммы в 2 ундециллиона рублей. Этот штраф связан с блокировкой российских государственных каналов на YouTube, включая такие каналы, как НТВ и Россия 24. Российский суд решил, что если компания не снимет блокировки, штраф будет расти экспоненциально, удваиваясь каждую неделю.